# Autonomni živčani sustav
Autonomni ili vegetativni živčani sustav je živčani sustav čija je funkcija djelomično autonomna (neovisna), jer ovaj je sustav ipak preko određenih vlakana povezan sa središnjim živčanim sustavom. 
Naziv vegetativni dobio je po tome što on upravlja i onim funkcijama koje su zajedničke za sva živa bića, a to je prehrana i razmnožavanje. On inervira sve unutrašnje organe, što znači svu glatku muskulaturu, sve žlijezde, a od poprečno prugaste samo srčani mišić. 
Rad ovog sustava je autonoman i dijelimo ga na:
- 1) Simpatikus,
- 2) Parasimpatikus,
- 3) Intramuralni, crijevni živčani sustav (dio vegetativnog živčanog sustava, koji se nalazi u stijenkama organa, pa je sastavljen od simpatikusa i parasimpatikusa).

Ta podjela je više funkcionalna i fiziološka nego što je anatomska, jer ova dva sustava djeluju uvijek suprotno na jedan organ tj. antagonistički. Tako da funkcija jednog organa ovisi o tome koji od ovih živaca predvlada. Kod zdravog organizma oni stoje u određenoj ravnoteži i to se zove normotonus. 
Anatomska razlika je u njihovom početku: Simpatikusni živci imaju svoj početak u torakolumbalnom dijelu kralježnice (grudno-slabinskom), dok je početak parasimpatikusa u prednjo-križnom dijelu kralježnice (kranio-sakralnom). Druga anatomska razlika je u dužini vlakana, jer se vegetativni živčani sustav sastoji od živčanih vlakana i ganglija. Ganglije su centralni živčani organi za vegetativni živčani sustav. Oni su refleksni centri i centri autonomije. Ganglije su građene od malih multipolarnih stanica i niti, među kojima razlikujemo aferentne niti, koje završavaju u ganglijima i eferentne niti, koje počinju iz stanica ganglija i treće su prolazne niti, koje samo prolaze kroz ganglije. Predganglijska vlakna (aferentna) izlaze iz leđne moždine i završavaju u vertebralnim ili prevertebralnim ganglijama. Postganglijska (eferentna) vlakna počinju u ganglijama i idu prema organu. Predganglijska vlakna su bijela, jer sadrže mijelinsku ovojnicu, dok su postganglijska vlakna siva jer nemaju mijelinsku ovojnicu. Kod simpatikusa su predganglijska vlakna kratka, a postganglijska duga, dok je obratno kod parasimpatikusa. Ganglije vegetativnog živčanog sustava poredane su ventrolateralno uz kralježnicu. To su vertebralne ganglije. Druge ganglije nalaze se dalje od kralježnice i to su prevertebralne ganglije, a treća je grupa smještena u stjenci šupljih organa i to su intramuralne ganglije.
Upravo ova opskrbljenost vegetativnog živčanog sustava ganglijama omogućava automatizam u radu ovog sistema, a za vlakna je karakteristično da se u svom toku barem jednom prekidaju. Vegetativni živci su mješoviti jer imaju motorična vlakna, koja odlaze na glatku muskulaturu pojedinih organa, zatim na krvne žile vazomotoričnih i sekretornih žlijezda.